# Leichtathletik-Weltmeisterschaften 2013/Teilnehmer (Slowenien)
| Gelbes Symbol für Goldmedaillen mit stilisierten Olympischen Ringen | Graues Symbol für Silbermedaillen mit stilisierten Olympischen Ringen | Braundes Symbol für Bronzemedaillen mit stilisierten Olympischen Ringen |
| ------------------------------------------------------------------- | --------------------------------------------------------------------- | ----------------------------------------------------------------------- |
| —                                                                   | —                                                                     | —                                                                       |

Der Leichtathletik-Verband Sloweniens stellte neun Teilnehmer bei den Leichtathletik-Weltmeisterschaften 2013 in der russischen Hauptstadt Moskau.

## Ergebnisse

### Männer

#### Laufdisziplinen
| Athlet    | Disziplin | Vorlauf | Vorlauf | Halbfinale         | Halbfinale         | Finale             | Finale             |
| Athlet    | Disziplin | Zeit    | Platz   | Zeit               | Platz              | Zeit               | Platz              |
| --------- | --------- | ------- | ------- | ------------------ | ------------------ | ------------------ | ------------------ |
| Jan Žumer | 200 m     | 21,35 s | 42      | nicht qualifiziert | nicht qualifiziert | nicht qualifiziert | nicht qualifiziert |

#### Sprung/Wurf
| Athlet        | Disziplin  | Qualifikation | Qualifikation | Finale             | Finale             |
| Athlet        | Disziplin  | Weite/Höhe    | Platz         | Weite/Höhe         | Platz              |
| ------------- | ---------- | ------------- | ------------- | ------------------ | ------------------ |
| Rožle Prezelj | Hochsprung | 2,17 m        | 25            | nicht qualifiziert | nicht qualifiziert |
| Primož Kozmus | Hammerwurf | 78,10 m       | 3             | 79,22 m            | 4                  |

### Frauen

#### Laufdisziplinen
| Athletin         | Disziplin    | Vorlauf     | Vorlauf | Halbfinale         | Halbfinale         | Finale             | Finale             |
| Athletin         | Disziplin    | Zeit        | Platz   | Zeit               | Platz              | Zeit               | Platz              |
| ---------------- | ------------ | ----------- | ------- | ------------------ | ------------------ | ------------------ | ------------------ |
| Marina Tomić     | 100 m Hürden | 13,26 s     | 25      | nicht qualifiziert | nicht qualifiziert | nicht qualifiziert | nicht qualifiziert |
| Sonja Roman      | 1500 m       | 4:08,58 min | 17      | 4:08,63 min        | 18                 | nicht qualifiziert | nicht qualifiziert |
| Daneja Grandovec | Marathon     |             |         |                    |                    | 3:10:46 h SB       | 46                 |

#### Sprung/Wurf
| Athletin       | Disziplin  | Qualifikation | Qualifikation | Finale             | Finale             |
| Athletin       | Disziplin  | Weite         | Platz         | Weite              | Platz              |
| -------------- | ---------- | ------------- | ------------- | ------------------ | ------------------ |
| Snežana Rodič  | Dreisprung | 14,17 m       | 9             | 14,13 m            | 9                  |
| Martina Ratej  | Speerwurf  | 57,95 m       | 20            | nicht qualifiziert | nicht qualifiziert |
| Barbara Špiler | Hammerwurf | 64,58 m       | 25            | nicht qualifiziert | nicht qualifiziert |